# Alexis Ryan
Alexis Ryan (18 agosto 1994) è una ciclista su strada statunitense che corre per il team L39ION of Los Angeles.

## Palmarès

### Strada
- 2011 (Juniores)

Campionati statunitensi, Prova in linea Junior
- 2012 (Juniores)

Campionati statunitensi, Prova in linea Junior
- 2018 (Canyon-SRAM Cycling, due vittorie)

Drentse Acht van Westerveld
1ª tappa Tour Cycliste Féminin International de l'Ardèche (Saint-Marcel-d'Ardèche > Beauchastel)

#### Altri successi
- 2017 (Canyon-SRAM Cycling)

Classifica giovani Santos Women's Tour
Classifica scalatrici Holland Ladies Tour
- 2019 (Canyon SRAM Racing)

1ª tappa Giro d'Italia (Cassano Spinola > Castellania, cronosquadre)

## Piazzamenti

### Grandi Giri
- Giro d'Italia

2016: 65ª
2017: 45ª
2018: 62ª
2019: 90ª
2021: 58ª

### Competizioni mondiali
- Campionati del mondo

Copenaghen 2011 - In linea Junior: 43ª
Valkenburg 2012 - In linea Junior: 65ª
Doha 2016 - In linea Elite: 30ª
Bergen 2017 - Cronosquadre: 4ª
Innsbruck 2018 - In linea Elite: ritirata